# 803 (numero)
Ottocentotré (803) è il numero naturale dopo l'802 e prima del 804.

## Proprietà matematiche
- È un numero dispari.
- È un numero composto da 4 divisori: 1, 11, 73, 803. Poiché la somma dei suoi divisori (escluso il numero stesso) è 85 < 803, è un numero difettivo.
- È un numero semiprimo.
- È un numero odioso.
- È un numero di Harshad nel sistema numerico decimale.
- È un numero palindromo e un numero ondulante nel sistema numerico esadecimale.
- È un numero intero privo di quadrati.
- È parte delle terne pitagoriche (803, 2604, 2725), (803, 4380, 4453), (803, 29304, 29315), (803, 322404, 322405).

## Astronomia
- 803 Picka è un asteroide della fascia principale del sistema solare.
- NGC 803 è una galassia spirale della costellazione dell'Ariete.

## Astronautica
- Cosmos 803 è un satellite artificiale russo.